# 皇家学会

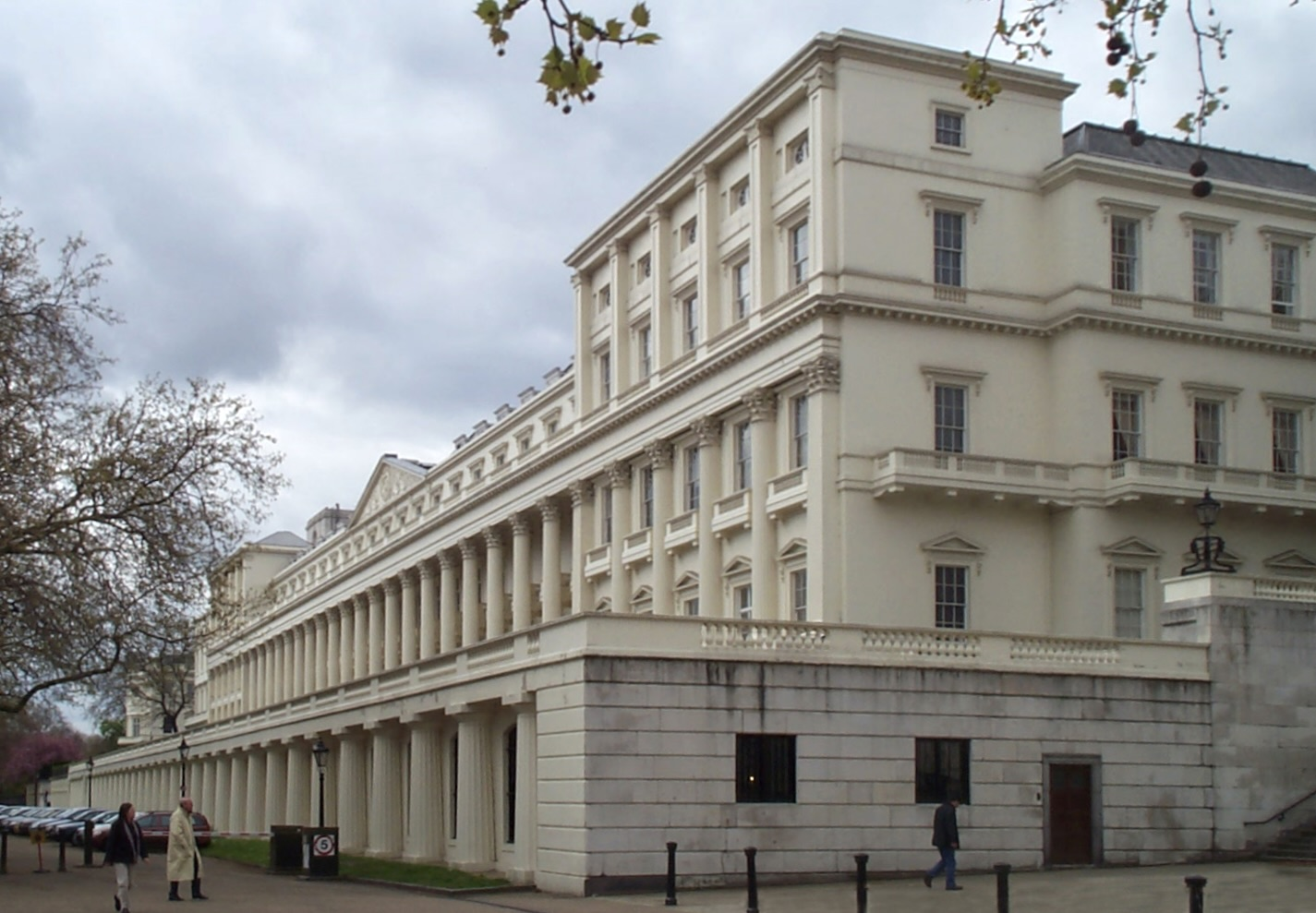
位于伦敦的皇家学会会所

倫敦皇家自然知識促進學會（英語：Royal Society of London for Improving Natural Knowledge），簡稱“皇家学会”（Royal Society），是英国资助科学发展的组织，成立于1660年，并于1662年、1663年、1669年领到皇家的各种特許狀。学会宗旨是促进自然科学的发展，它是世界上历史最长而又从未中断过的科学学会，在英国起着国家科学院的作用。英國君主是学会的保护人。

## 歷史

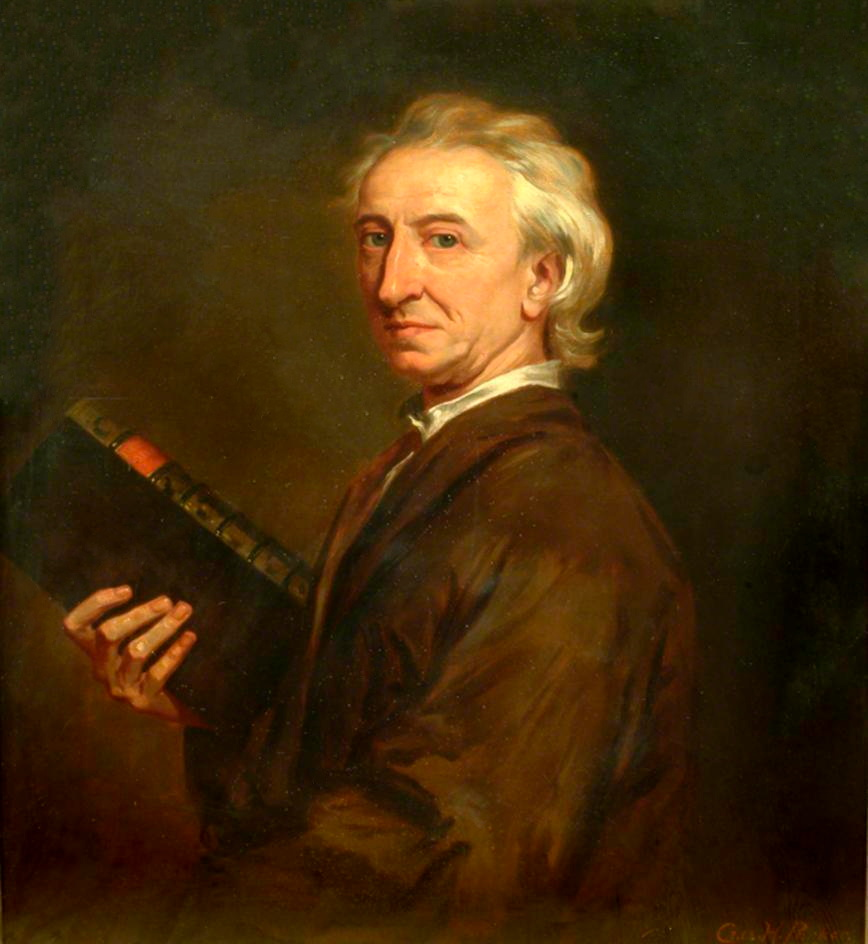
約翰·伊夫林協助了皇家學會的建立。

皇家學會一開始是一個約12名科學家的小團體，當時稱作無形學院。他們會在許多地方聚會，包含成員們的住所以及格雷沙姆學院。其中知名的成員有約翰·威爾金斯、喬納森·戈達德、羅伯特·胡克、克里斯多佛·雷恩、威廉·配第和羅伯特·波義耳。約1645年之時，他們曾聚在一起探討弗蘭西斯·培根在《新亞特蘭提斯》中所提出的新科學。 最初這個團體並沒有立下任何規定，目的只是集合大家一起研究實驗並交流討論各自的發現。 團體隨著時間改變，在1648年由於旅行距離上的因素分裂成了兩個社群：「倫敦學會」與「牛津學會」。因為許多學院人士住在牛津，牛津學會相較之下較為活躍。一度成立了「牛津哲學學會」，並明訂了許多規則。如今這些規則紀錄仍保存在博德利圖書館。
倫敦學會依然於格雷沙姆學院聚會討論。與會成員在這個時期也逐漸增加。 在護國公時期的軍事獨裁下，1658年學會被迫解散。在查理二世復辟後，學會才繼續於格雷沙姆學院重新運作。普遍認為，這個團體鼓舞了後來皇家學會的建立。
1660年查理二世复辟以后，倫敦重新成为英国科学活动的主要中心。此时，对科学感兴趣的人数大大增加，人们觉得应当在英国成立一个正式的科学机构。1660年11月28日，在格雷沙姆學院克里斯多佛·雷恩一次讲课后招開了一個集會，十二人委員會宣佈成立一個「促進物理-數學實驗學習的學院」，每週集會討論科學和進行實驗。約翰·威爾金斯被推选为主席，并起草了一个“被认为愿意并适合参加这个规划”的四十人名单。在第二次集會時，羅伯特·莫雷爵士宣佈國王批准了這個團體。1662年7月15日，國王簽署了特许状成立「倫敦皇家學會」，由威廉·布朗克出任第一任會長。1663年4月23日簽署了第二道皇家特許狀，指明國王為成立人，並授與正式名稱「倫敦皇家自然知識促進學會」。羅伯特·胡克被指定為學會實驗的負責人。自那時起，每一任的君主都是皇家學會的保護人。
皇家学会的会员在1660年创立时约为100人，到七十年代时就增加到二百人以上，但是在17世纪末期，人们对科学的兴趣下降了，因此在1700年时只剩下一百二十五位会员。在这之后会员人数又增加起来，1800年時达到五百人，但是五百人中真正谈得上是科学家的还不到一半，其余都是名誉会员。
自1915年到1990年，皇家学会的历任会长都是诺贝尔奖获得者。

## 任务
- 对国家的科学技术发展、科研经费和人事任免等事项给政府提供咨询服务
- 资助科学考察和调查，组织与国外高级科技人员的交往
- 举办科学会议，出版科学刊物
- 授予称号，出资举办讲座以及颁发奖金、奖章

## 组织
皇家学会是一个独立的社团，不对政府任何部门负正式责任，不必经过政府批准。但它与政府的关系是密切的，政府为学会经营的科学事业提供财政资助。
学会没有自己的科研实体，它的科学研究、咨询等职能主要通过指定研究项目、资助研究、制订研究计划、通过会员与工业界联系及开展研讨会等实现。
皇家学会会员候选人必须由至少6名责任会员提名和推荐。英国皇家学会每年的11月30日召开学会年会，每年3月第三个星期三召开选举年会。
皇家学会在每年三月份选举，根据章程，每年提名的“外国会员”人数不得超过4人。
皇家学会共分两大学科领域，即物质学科领域（包括数学，通称A类）和生物学科领域（通称B类），下边又分设12个学部委员会。学会成员分为皇家会员、英籍会员、外籍会员3类。皇家会员只产生于王族，不定期选举；英籍会员每年至多选出40名；外籍会员每年至多选出4名。会员有极高的社会荣誉。
领导机构是理事会，由21名理事组成，每年要改选其中的10名，除工作人员外，理事均不得连任两年以上，学会会长及外事秘书任期不得超过五年。

## 会长
1662年皇家学会正式成立后威廉·布隆克尔成为首任会长，同时皇家特许证规定此后历任会长由委员会及学会会员于每年圣安德鲁日（St. Andrew's Day）选举产生。最初皇家特许征并没有规定会长的任期，不过自19世纪后每任会长任期趋于稳定，现学会章程规定会长任期不得超过五年。
学会现任会长为阿德里安·史密斯爵士。

## 院士
皇家学会会士（Fellows of the Royal Society，縮寫為FRS）。不屬於英聯邦成員國或愛爾蘭共和國公民或居民的會員被稱為「外籍会士」（Foreign fellow）。每年只能選出最多44名新会士。

## 出版的刊物
- 《自然科学会报：生物科学》（Philosophical Transactions: Biological Sciences ）
- 《自然科学会报：数学、物理及工程科学》（Philosophical Transactions: Mathematical, Physical & Engineering Sciences ）
- 《会誌：生物科学》（Proceedings: Biological Sciences）
- 《会誌：数学、物理及工程科学》（Proceedings: Mathematical, Physical & Engineering Sciences ）

## 类似组织
- 美国 - 美国国家科学院
- 日本 - 日本學士院
- 澳洲 - 澳洲科學院
- 紐西蘭 - 紐西蘭皇家學會
- 法国 - 法国科学院
- 荷蘭 - 荷蘭皇家藝術與科學學院
- 丹麥 - 丹麥皇家科學院
- 挪威 - 挪威科學與文學院
- 瑞典 - 瑞典皇家科學院
- 希臘 - 雅典科學院
- 奧地利 - 奧地利科學院
- 匈牙利 - 匈牙利科學院
- 南韓 - 大韓民國學術院
- 中华民国 - 中央研究院
- 中华人民共和国 - 中國科学院
- 俄羅斯联邦 - 俄羅斯科學院

### 引用
1. ↑  Syfret (1948) p.75
2. ↑  Sprat (1722) p.56
3. 1 2  Syfret (1948) p.78
4. ↑  Sprat (1722) p.57
5. ↑  . University of St Andrews.   [8 December 2009]. （原始内容存档于2009-04-14）.
6. ↑  . The Royal Society. 7 July 2004  [7 December 2009]. （原始内容存档于2015-04-09）.
7. ↑  . The Royal Society.   [6 December 2009]. （原始内容存档于2008年6月9日）.
8. ↑  . The Royal Society. 2020-11-30  [2022-09-06]. （原始内容存档于2022-06-10）.

## 外部連結
- 英国皇家学会网站 （页面存档备份，存于）（英文）